# هاریوماگی

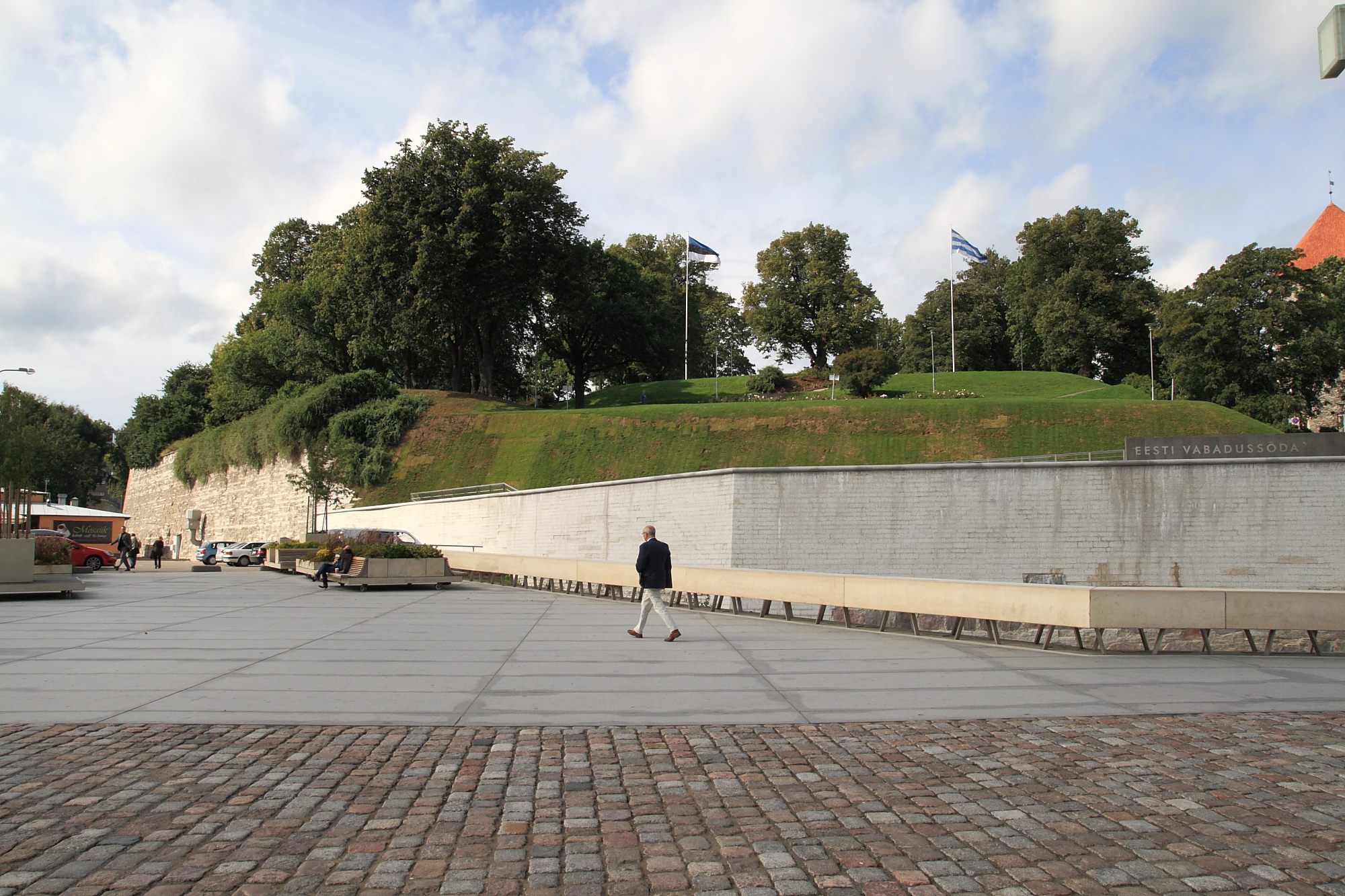
نمایی از هاریوماگی (سپتامبر ۲۰۱۱)

هاریوماگی (به استونیایی: Harjumägi) یک پارک در شهر تالین، استونی است.
این پارک که در ۱۸۶۱–۱۸۶۲ ساخته شده از سال ۱۹۵۹، این پارک تحت حفاظت قرار گرفته‌است.

## نگارخانه

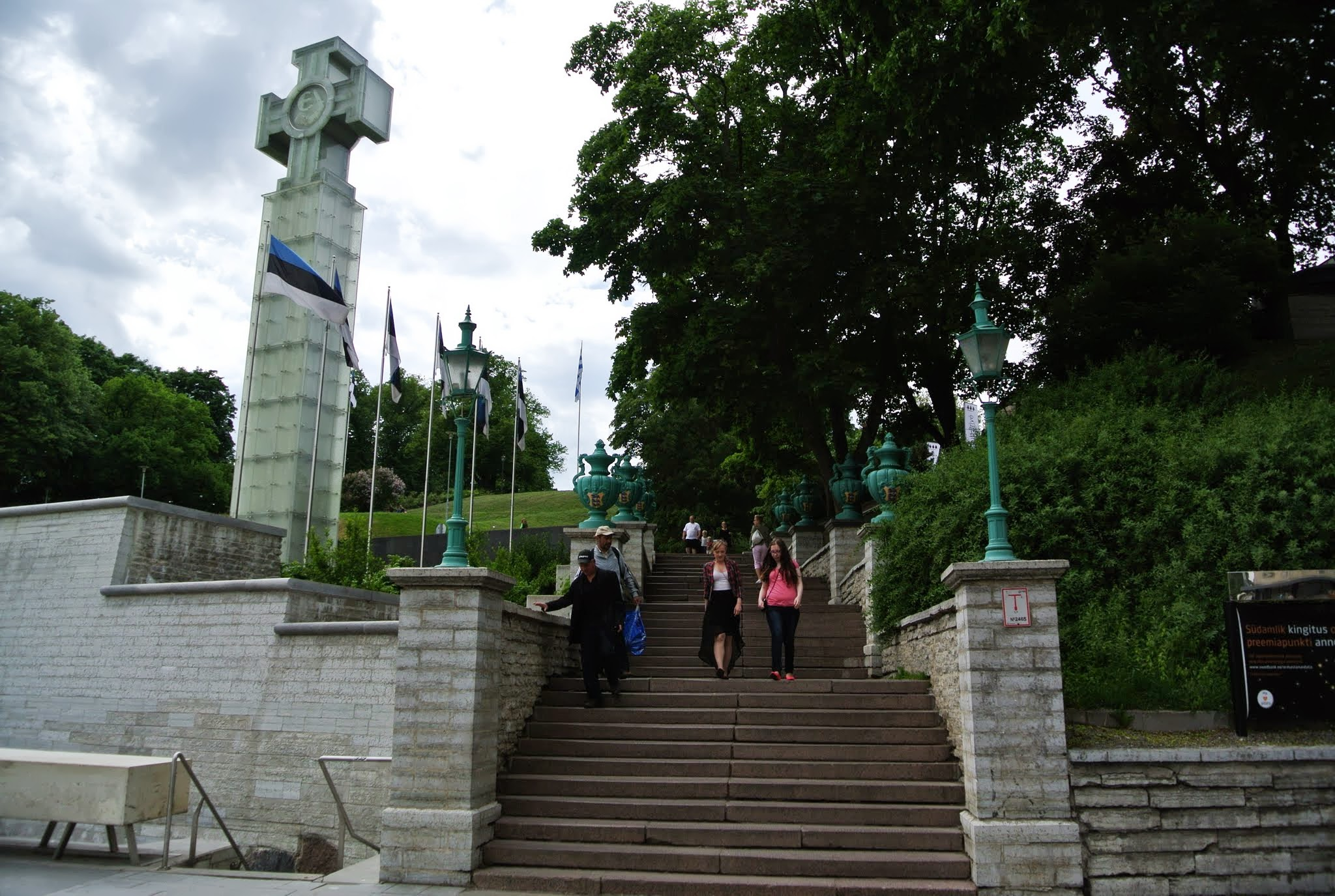
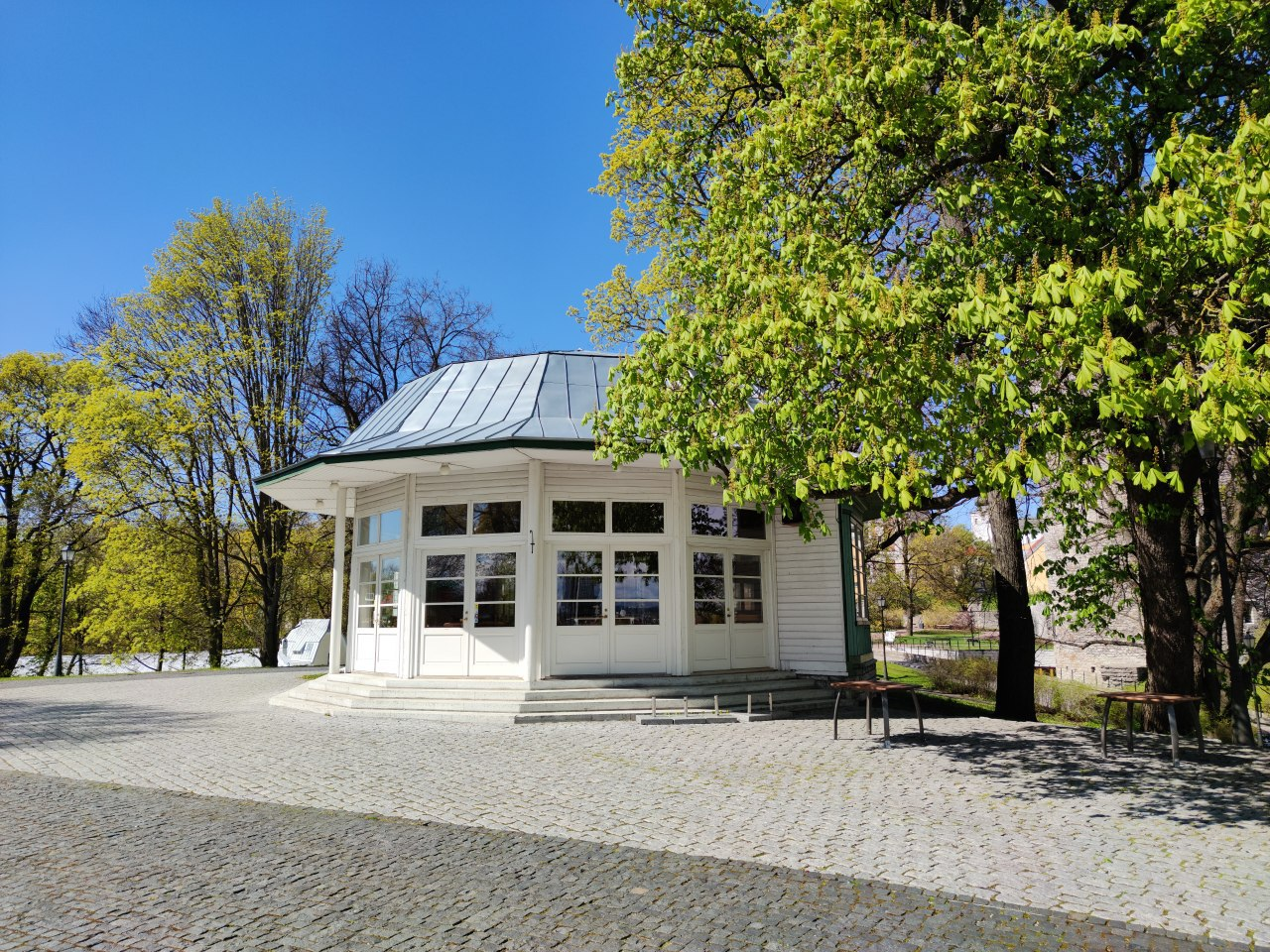
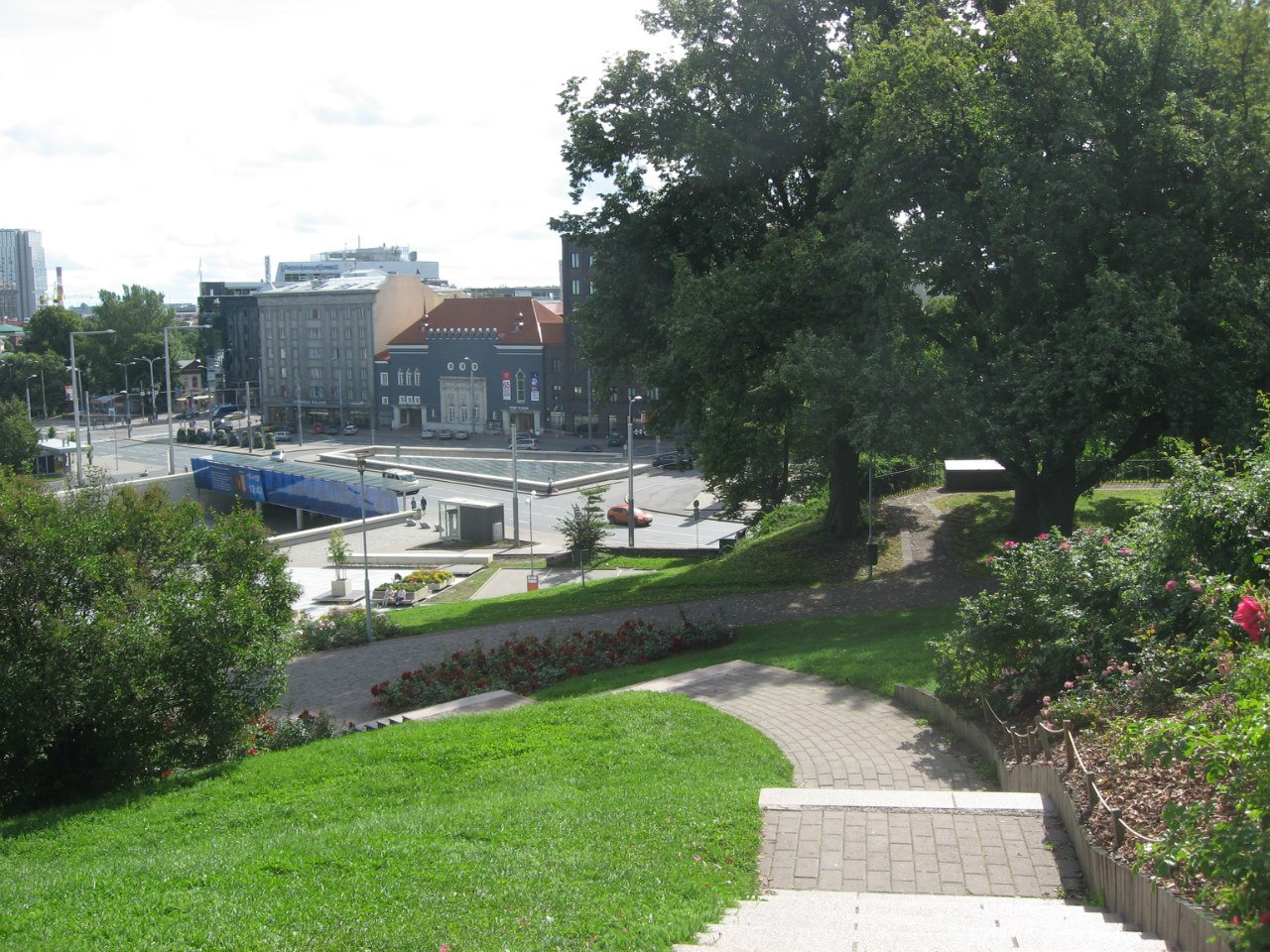
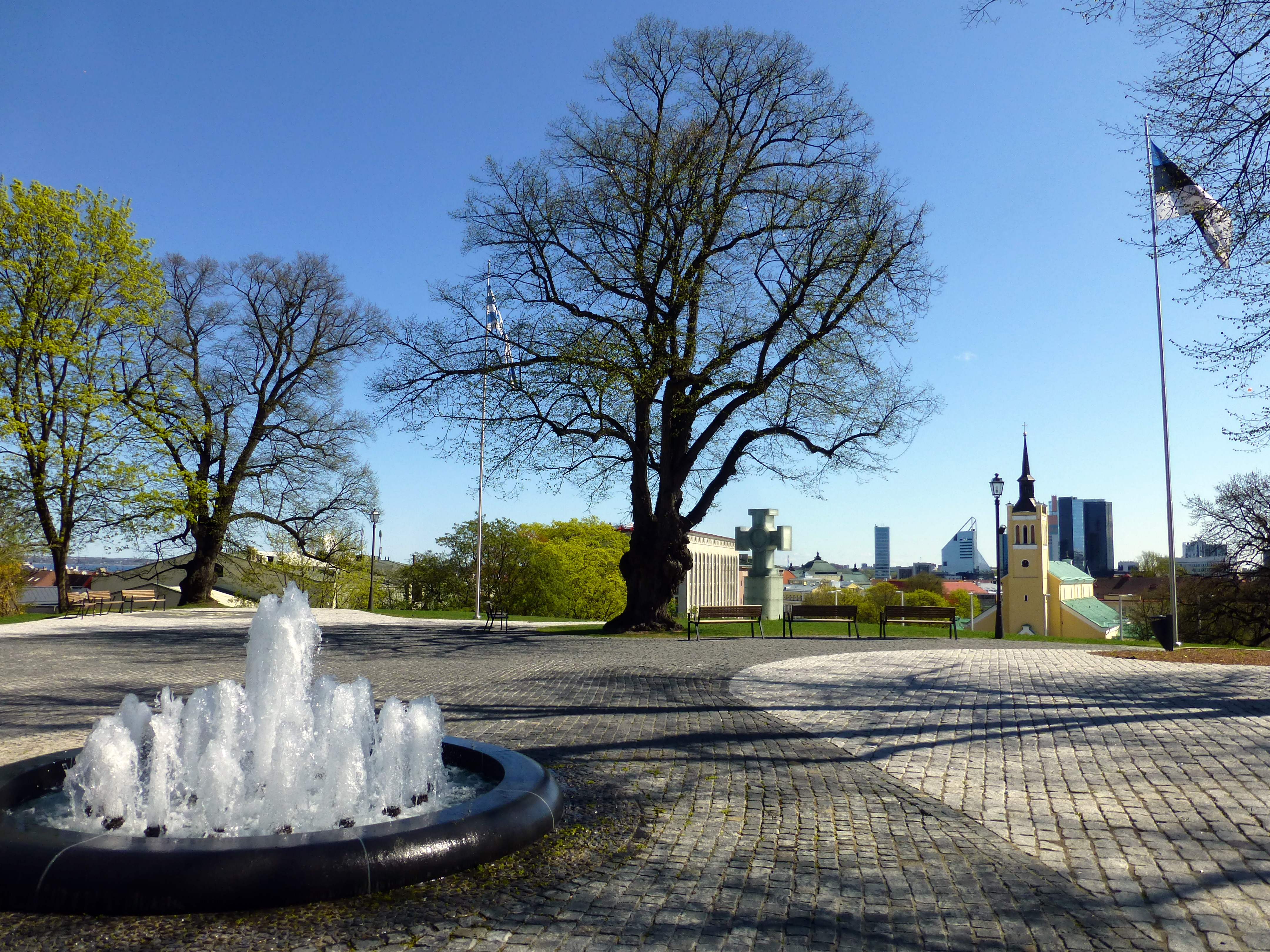